# Autreville-sur-Moselle
Autreville-sur-Moselle település Franciaországban, Meurthe-et-Moselle megyében. Lakosainak száma 264 fő (2022. január 1.). Autreville-sur-Moselle Belleville, Bezaumont, Dieulouard, Millery és Ville-au-Val községekkel határos.

## Népesség
A település népességének változása:
| Lakosok száma | 218  | 252  | 264  | 302  | 267  | 274  | 277  | 266  | 260  | 264  |
|               | 1968 | 1982 | 1990 | 2006 | 2013 | 2015 | 2017 | 2019 | 2020 | 2022 |